# Anne Veenendaal
Anne Veenendaal (Haarlem, 7 de setembro de 1995) é uma jogadora de hóquei sobre a grama neerlandesa, que atua na posição de goleira.

## Carreira
Veenendaal fez sua estreia pela seleção holandesa em 22 de agosto de 2015, aos dezenove anos, em uma partida contra a Polônia durante o Campeonato Europeu de 2015 em Londres. Com a seleção holandesa, ela ganhou o ouro no Campeonato Europeu de 2017, e na Copa do Mundo de 2018 e 2022.
Nos Jogos Olímpicos de Verão de 2024, em Paris, conquistou a medalha de ouro no torneio feminino do hóquei sobre a grama, após vencer a final contra a equipe chinesa por pênaltis.